# Erwin Saavedra
Erwin Mario Saavedra Flores (Oruro, 22 de febrero de 1996) es un futbolista boliviano, juega como extremo derecho y su equipo actual es Bolívar de la Primera División de Bolivia. Fue internacional con la Selección boliviana.

## Selección nacional
Tras participar en la Copa América previamente en 2016 y 2019, fue seleccionado para disputar la Copa América 2021, donde resalto anotando los únicos 2 goles de Bolivia en aquella edición.

### Participaciones en Sudamericanos
| Competición                            | Sede    | Resultado    | Part. | Goles |
| -------------------------------------- | ------- | ------------ | ----- | ----- |
| Campeonato Sudamericano Sub-20 de 2015 | Uruguay | Primera fase | 3     | 0     |

### Participaciones en Eliminatorias al Mundial
| Eliminatorias                 | Resultado | Partidos | Goles |
| ----------------------------- | --------- | -------- | ----- |
| Eliminatorias Mundial de 2018 | 9.º lugar | 7        | 0     |
| Eliminatorias Mundial de 2022 | 9.º lugar | 10       | 0     |

### Participaciones en Copas Américas
| Copa                    | Sede           | Resultado      | Partidos | Goles |
| ----------------------- | -------------- | -------------- | -------- | ----- |
| Copa América Centenario | Estados Unidos | Fase de grupos | 2        | 0     |
| Copa América 2019       | Brasil         | Fase de grupos | 2        | 0     |
| Copa América 2021       | Brasil         | Fase de grupos | 4        | 2     |

## Clubes
| Club              | País      | Año               |
| ----------------- | --------- | ----------------- |
| Bolívar           | Bolivia   | 2014 - 2017       |
| Goiás             | Brasil    | 2017              |
| Bolívar           | Bolivia   | 2018 - 2021       |
| Mamelodi Sundowns | Sudáfrica | 2022 - 2023       |
| Bolívar           | Bolivia   | 2024 (préstamo)   |
| Mamelodi Sundowns | Sudáfrica | 2024              |
| Bolívar           | Bolivia   | 2025 - Actualidad |

## Palmarés

### Títulos nacionales
| Título          | Club              | País      | Año  |
| --------------- | ----------------- | --------- | ---- |
| Torneo Clausura | Bolívar           | Bolivia   | 2013 |
| Torneo Apertura | Bolívar           | Bolivia   | 2014 |
| Torneo Clausura | Bolívar           | Bolivia   | 2015 |
| Torneo Apertura | Bolívar           | Bolivia   | 2017 |
| Torneo Apertura | Bolívar           | Bolivia   | 2019 |
| Liga Premier    | Mamelodi Sundowns | Sudáfrica | 2022 |
| Liga Premier    | Mamelodi Sundowns | Sudáfrica | 2023 |